# Castelo de Beersel

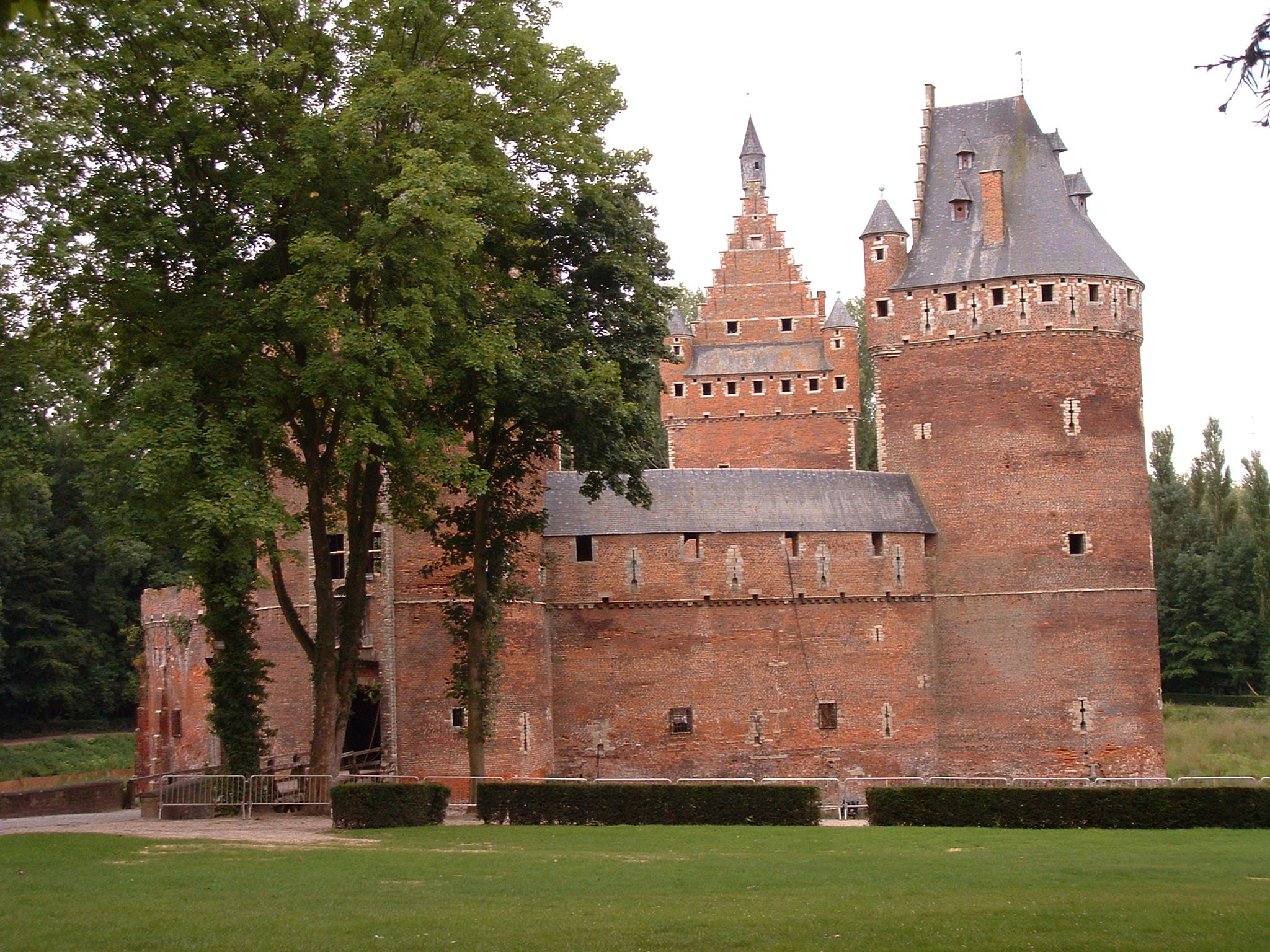
O Castelo de Beersel, em julho de 2005.

O Castelo de Beersel, localizado na cidade belga de Beersel, foi construído entre 1300 e 1310, como um ponto de defesa de Bruxelas. Entretanto, foi mais tarde saqueado pelos próprios cidadãos de Bruxelas. Em 1489, foi reconstruído, permanecendo como está até hoje.